# Dream On (песня Aerosmith)
«Dream On» — песня американской рок-группы Aerosmith с её дебютного альбома Aerosmith, вышедшая в июне 1973 года отдельным синглом. 
Песня в стиле пауэр-баллады была написана вокалистом группы Стивеном Тайлером и стала первым большим хитом группы Aerosmith и классического рока, которую часто исполняют по радио.
Выйдя как сингл в июне 1973 года, в США на национальном уровне она добралась лишь до 59 места в чарте Billboard Hot 100, но при этом стала очень популярной на родине группы в Бостоне, где по итогам 1973 года стала номером 1 на местной радиостанции WBZ-FM, номером 5 — на WRKO и номером 16 — на WMEX.
Летом 1975 года песня Aerosmith «Sweet Emotion» с альбома Toys in the Attic попала на 36 место в США, а вскоре и сам альбом вошёл в первую десятку. На волне этого успеха «Dream On» была переиздана отдельным синглом, который в начале 1976 года добрался до 6-го места в недельном чарте Billboard Hot 100.

## История создания
В интервью журналу Rolling Stone в 2011 году Тайлер поделился воспоминаниями о своём отце — музыканте, выпускнике Джульярдской школы. Он вспомнил, как в три года лежал у фортепиано отца и слушал, как тот играет классическую музыку: «Вот оттуда я и взял эти аккорды для „Dream On“», — сказал он.
Тайлер также говорил, что эта песня была единственной на первом альбоме группы, в которой он пел своим настоящим голосом. Он чувствовал неуверенность насчёт того, как его голос звучит в записи, поэтому на других песнях старался петь чуть ниже и звучать больше как исполнители в стиле соул, вроде Джеймса Брауна.

## Премии и признание
В 2004 году журнал Rolling Stone поместил песню «Dream On» в оригинальном исполнении группы Aerosmith на 172 место своего списка «500 величайших песен всех времён». В списке 2011 года песня находится на 173 месте.
Также «Dream On» вместе с ещё одной песней в исполнении группы Aerosmith — «Toys in the Attic» — входит в составленный Залом славы рок-н-ролла список 500 Songs That Shaped Rock and Roll.
В 2018 году «Dream On» была введена в Зал славы премии «Грэмми».

## Позиции в хит-парадах
Недельные чарты
| Хит-парад (1973)     | Позиция |
| -------------------- | ------- |
| Canada RPM Top 100   | 87      |
| US Billboard Hot 100 | 59      |

| Хит-парад (1976)         | Позиция |
| ------------------------ | ------- |
| Canada RPM Top 100       | 10      |
| US Billboard Hot 100     | 6       |
| Netherlands (Single Tip) | 17      |

Годовые  чарты
| Хит-парад (1976)     | Позиция |
| -------------------- | ------- |
| Canada RPM Top 100   | 107     |
| US Billboard Hot 100 | 51      |